# Oberregierungsrat
Oberregierungsrat (ORR, ORegRat), selten auch Regierungsoberrat (ROR),  ist in Deutschland eine Amtsbezeichnung für ein Amt eines Beamten in der Laufbahngruppe des höheren Dienstes in der Bundes- oder Landesverwaltung im ersten Beförderungsamt. Es setzt sich zusammen aus der Grundamtsbezeichnung Oberrat und dem Zusatz Regierungs-.

## Besoldung
Das Amt eines Oberregierungsrates ist in Besoldungsgruppe A 14 der Bundesbesoldungsordnung des Bundesbesoldungsgesetzes oder der Besoldungsordnungen der Landesbesoldungsgesetze eingruppiert. Es entspricht von der Besoldungshöhe und Laufbahngruppe den Dienstgraden eines Oberstleutnants, Fregattenkapitäns (sofern jeweils in A 14), Oberstabsarztes, -apothekers und -veterinärs der Bundeswehr. Beim Auswärtigen Amt ist die vergleichbare Amtsbezeichnung Legationsrat 1. Klasse.

## Ausbildung
Die Angehörigen des höheren nichttechnischen Verwaltungsdienstes haben oft ein rechtswissenschaftliches Studium an einer Universität mit der ersten juristischen Prüfung absolviert und einen anschließenden Vorbereitungsdienst (Rechtsreferendariat) mit der zweiten juristischen Staatsprüfung erfolgreich abgeschlossen und besitzen somit die Befähigung zum Richteramt oder haben ein anderes für diese Laufbahn befähigendes Universitätsstudium mit einem Diplom oder Master abgeschlossen und einen entsprechenden fachspezifischen Vorbereitungsdienst (Referendariat) absolviert.

## Dienststellung in einer Behörde
Oberregierungsräte sind in großen Behörden zumeist als stellvertretende Referatsleiter oder als Referatsleiter tätig und fungieren als Vorgesetzte aller Mitarbeiter eines Referates. In kleineren Dienststellen können sie aber auch die Funktion eines stellvertretenden Abteilungsleiters oder Abteilungsleiters innehaben. Auf ministerialer Ebene sind Oberregierungsräte regelmäßig Referenten.

## Beförderungsämter
Beförderungsämter sind Regierungsdirektor (RD) und Leitender Regierungsdirektor (Ltd. RD) bzw. Ministerialrat sowie Dienstposten in der Besoldungsordnung B (z. B. Ministerialrat, Ministerialdirigent, Ministerialdirektor, Präsident einer Behörde usw.).